# Omar Sunny
 (juillet 2024).
Mohammad Omar Sunny (né le 6 mai 1969) mieux connu sous le nom de Omar Sunny, est un acteur de cinéma et de télévision bangladais,,.

## Filmographie
| Année | Film              | Réalisateur           | Notes                      |
| ----- | ----------------- | --------------------- | -------------------------- |
| 1992  | Ai Niye Songsar   | Nur Hossain Bolai     | Premier film               |
| 1992  | Chader Alo        | Shaikh Najrul Islam   | Mukti                      |
| 1993  | Prem Protishodh   | Nur Mohammad Moni     |                            |
|       | Ke Oporadhi       |                       |                            |
| 1994  | Mohoth            | Nur Hossain Bolai     | Premier film de Shahnaz    |
| 1994  | Akheri Hamla      | Nadim Mahmud          | Premier film de Nishi      |
| 1994  | Chander Hashi     | Sheikh Nazrul Islam   |                            |
| 1994  | Dola              | Dilip Biswas          | Premier film avec Moushumi |
| 1995  | Atto Ahongkar     | Raihan Mujib          |                            |
| 1997  | Coolie            | Montazur Rahman Akbar |                            |
| 1998  | Shanti Chai       | Montazur Rahman Akbar |                            |
| 1998  | Tumi Sundor       | Montazur Rahman Akbar |                            |
| 1998  | Lat shaheber meya | Montazur Rahman Akbar |                            |
| 1999  | Monafeq           | Montazur Rahman Akbar |                            |
| 2013  | Ami Tumi Se       | Shahin Sumon          |                            |
| 2013  | Pagol Tor Jonnore | Moin Biswas           |                            |
| 2013  | Ajob Prem         | Wazed Ali Sumob       |                            |
| 2016  | Kalo Ratri        |                       |                            |